# 張東周
張東周（1512年—？），字子用，號斗山，湖廣武昌府蒲圻縣人，軍籍，明朝政治人物。

## 生平
湖廣鄉試第二十四名舉人。嘉靖二十六年（1547年）中式丁未科會試第二百十名，登第二甲第五十名進士。吏部觀政，授刑部主事，三十二年改礼部主客司主事，三十五年升儀制司署员外郎事主事。

## 家族
曾祖張朝斌；祖父張仲榮；父張璽，母陳氏。具庆下。兄张东鲁。子张謨、张谐、张谦。